# Cabela's Dangerous Hunts
Cabela's Dangerous Hunts är ett datorspel publicerat av Cabela's. Spelet släpptes till PC, Playstation 2 och Xbox.

## Spelmekanik
Dangerous Hunts är en förstapersonsskjutare, där spelaren går på jaktresor. Spelet innehåller bland annat spelläget "Quick Hunt", som låter spelaren börja spela direkt genom att välja utrustning, jaktlicens och jakt efter önskat djur. I "Action Zone" börjar spelaren i en liten del av en karta, med en viss mängd farliga djur som dyker upp. När spelaren har klarat den första jaktomgången öppnas en portal till nästa omgång, och så vidare. I "Career Mode" tillåts spelaren skapa en profil och kan sedan anpassa sin statistik, samt ålder och utseende. I alla tre lägen finns påföljder av bryta mot vissa regler, som till exempel att jaga djur som inte är jaktvilt, vilket resulterar i ett misslyckande. Terrängen är en annan sak som spelaren måste uppmärksamma. Att falla i djupa strömmar eller från höga avsatser resulterar i svåra skador. Aggressiva djur som björn, afrikansk buffel och leopard kan attackera spelaren, vilket också kan ge skador. Spelaren har också en energigräns. Efter en stunds jakt, kommer spelaren att bli trött och behöva sakta ner. Denna effekt kan minskas genom att bära lättare utrustning och att spara energi.
Det finns tolv exotiska platser i spelet som bebos av 26 olika djur. Vissa djur som noshörning, zebra och hyena är mer utmanande än andra djur som rådjur, älg och varg. Spelaren har en mängd olika vapen att välja mellan för sin jakt - elva typer av gevär, tre typer av handeldvapen, två typer av bågar, en typ av armborst och tre jaktknivar för skydd. Spelaren kan också använda olika objekt för att underlätta jakten, som till exempel doftborttagare, och använda olika djurläten för att locka fram djuren.

## Handling
Spelet går ut på att spelaren tar sig an olika jaktutmaningar, under olika årstider och av olika svårighetsgrad, tills spelaren har klarat av alla utmaningarna.

## Djur och platser i spelet
- Afrikansk buffel (Zimbabwe, södra Florida)
- Impala (Zimbabwe)
- Noshörning (Zimbabwe)
- Leopard (Zimbabwe och Tanzania)
- Kudu (Zimbabwe och Tanzania)
- Dykarantilop (Tanzania)
- Snöget (Alaska, British Columbia och Idaho)
- Prärievarg (Colorado, New Mexico och Wisconsin)
- Amerikanskt snöfår (Alaska och British Columbia)
- Älg (Alaska, British Columbia och Quebec)
- Gaffelantilop (Idaho, New Mexico och norra Kalifornien)
- Gemsbock (Tanzania)
- Grizzlybjörn (Alaska, Alberta, British Columbia, Northwest Territories)
- Hyena (Tanzania)
- Ren (Northwest Territories och Quebec)
- Kodiakbjörn (Alaska)
- Svartsvanshjort (Colorado)
- Puma (Colorado, Idaho, New Mexico och Quebec)
- Wapitihjort (Idaho, New Mexico och norra Kalifornien)
- Isbjörn (Northwest Territories)
- Svartbjörn (Alberta, Idaho, norra Kalifornien, Quebec och Wisconsin)
- Zebra (Zimbabwe)
- Varg (Alaska, Alberta, British Columbia, Northwest Territories och Quebec)
- Vildsvin (New Mexico och norra Kalifornien)
- Vitsvanshjort (Alberta, Colorado, norra Kalifornien och Wisconsin)
- Tjockhornsfår (Alberta, New Mexico och Northwest Territories)

## Mottagande
Spelet fick blandade recensioner från kritiker, 6,8 av 10 av IGN och 6,1 av 10 av pressen. Spelet sades ha ypperlig spelkänsla och en mycket snygg känsla till den. Spelet är med i Playstation 2:s Greatest Hits-serie. Spelet fick även en uppföljare, Cabela's Dangerous Hunts 2, som släpptes 2005 till Playstation 2, Xbox, PC och GameCube.
År 2008 släpptes Cabela's Dangerous Hunts 2009 till Xbox 360, Wii, Playstation 2 och Playstation 3.
Den 19 oktober 2010 släpptes Cabela's Dangerous Hunts 2011 till Xbox 360, Wii, Nintendo DS och Playstation 3.
Cabela's Dangerous Hunts 2013 släpptes den 23 oktober 2012 till Wii, Xbox 360, Playstation 3 och PC.